# Ebba
Ebba är ett kvinnonamn som förmodligen är en feminin kortform av Eberhard (som betyder vildgalt) eller andra forntyska namn på Eber-. Namnet har funnits i Sverige sedan 1400-talet.
Ebba var ett ganska vanligt namn bland adeln på 1700-talet, då det också fanns i almanackan. Det försvann sedan men blev åter populärt i samband med att prins Oscar Bernadotte gifte sig med Ebba Munck af Fulkila 1888 och spreds då även i resten av samhällsskikten.[källa behövs]
Ebba är en av 1990-talets stora kometer på namntoppen. 1989 var Ebba en bra bit utanför 100-i-topp för nyfödda men 1996 gick Ebba in på 20-i-topp och har sedan dess avancerat. 2019 gavs det som tilltalsnamn till 590 flickor, vilket gjorde det till det sjätte mest vanliga.
31 december 2022 fanns det totalt 30 067 kvinnor folkbokförda i Sverige med namnet Ebba, varav 19 824 bar det som tilltalsnamn.
Namnsdag i Sverige: 6 mars (sedan 1901). I den finlandssvenska namnsdagslängden har Ebba namnsdag 13 oktober sedan starten 1929, då en egen namnsdagskalender togs i bruk för finlandssvenskar.

## Personer med namnet Ebba

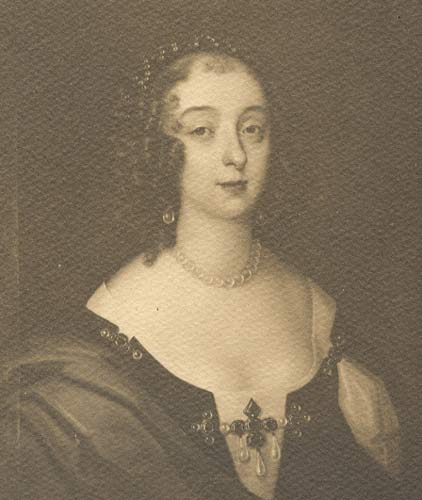
Ebba Brahe

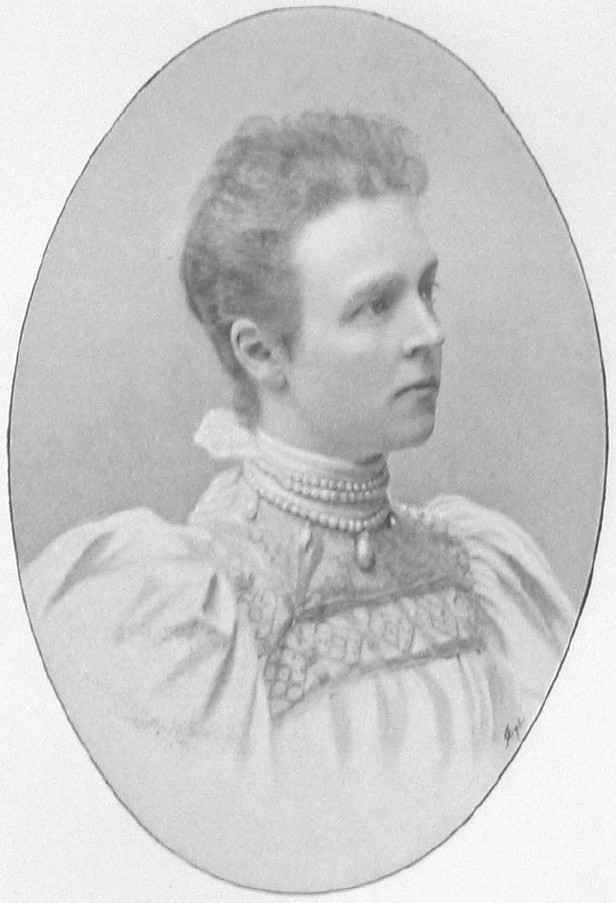
Ebba Bernadotte

- Ebba Ahlmark-Hughes, svensk konstnär
- Ebba Andersson, svensk längdskidåkare
- Ebba d'Aubert, svensk konsertpianist
- Ebba Bernadotte, svensk prinsessa
- Ebba Blitz, svensk TV-programledare
- Ebba Boström, svensk diakonissa, grundare av Samariterhemmet i Uppsala
- Ebba Brahe, svensk hovdam och grevinna
- Ebba Busch, svensk politiker, partiledare (KD)
- Ebba Carstensen, dansk konstnär
- Ebba von Eckermann (1866–1960), svensk kvinnosakskvinna
- Ebba von Eckermann (1921–2018), svensk modeskapare
- Ebba Maria De la Gardie, svensk poet
- Ebba Eriksdotter (Vasa), mor till drottning Margareta Eriksdotter (Leijonhufvud) och därmed svärmor (och syssling) till Gustav Vasa
- Ebba Flygare, svensk skådespelerska
- Ebba Forsberg, svensk sångerska och skådespelare
- Ebba Grip, svensk brukspatron
- Ebba Haslund, norsk författare
- Ebba Hedqvist, svensk konstnär
- Ebba Hultkvist Stragne, svensk skådespelare
- Ebba Jungmark, svensk höjdhoppare
- Ebba Lindqvist, svensk författare
- Ebba Lindsö, svensk politiker (KD) och företagsledare (tidigare VD för Svenskt Näringsliv)
- Ebba Mauritzdotter Lewenhaupt, svensk adelsdam
- Ebba Modée, svensk adelsdam
- Ebba Morman, svensk skådespelare
- Ebba Månsdotter (Lilliehöök), svensk brukspatron
- Ebba Pauli, svensk författare
- Ebba Richert, svensk författare
- Ebba Ringdahl, svensk skådespelare
- Ebba Sparre, svensk grevinna och hovdam
- Ebba Stenbock (Gustavsdotter), svensk adelsdam
- Ebba von Sydow, svensk journalist
- Ebba Witt-Brattström, svensk litteraturprofessor och feminist